# Emilio López-Menchero
Emilio López-Menchero (Mol, Bélgica; 7 de octubre de 1960) es un artista español que vive en
Bruselas.

## Biografía
López-Menchero es hijo de dos científicos españoles, que llegaron en 1958 por primera vez a Bélgica y más tarde se trasladaron a Austria. López-Menchero nació en Mol, pero se trasladó a vivir a Bruselas, donde cursó sus estudios de arquitectura y artes.
Emilio López-Menchero estudió arquitectura en la École nationale supérieure des arts visuels (ENSAV) de La Cambre, donde se graduó como arquitecto, de 1980 a 1986. Gracias a una beca de la Comunidad Francesa de Bélgica pudo participar en 1988-1989 en Tournai en una serie de talleres bajo la dirección de la escultora belga-polaca Tapta (seudónimo de María Wierusz-Kowalski, 1926-1997). López-Menchero hizo un proyecto para el pabellón belga en la Bienal de Venecia en 2003 con el que acabó entre los últimos tres finalistas.

## Obras en el espacio público
López-Menchero utiliza la ciudad como inspiración para sus proyectos socialmente comprometidos.

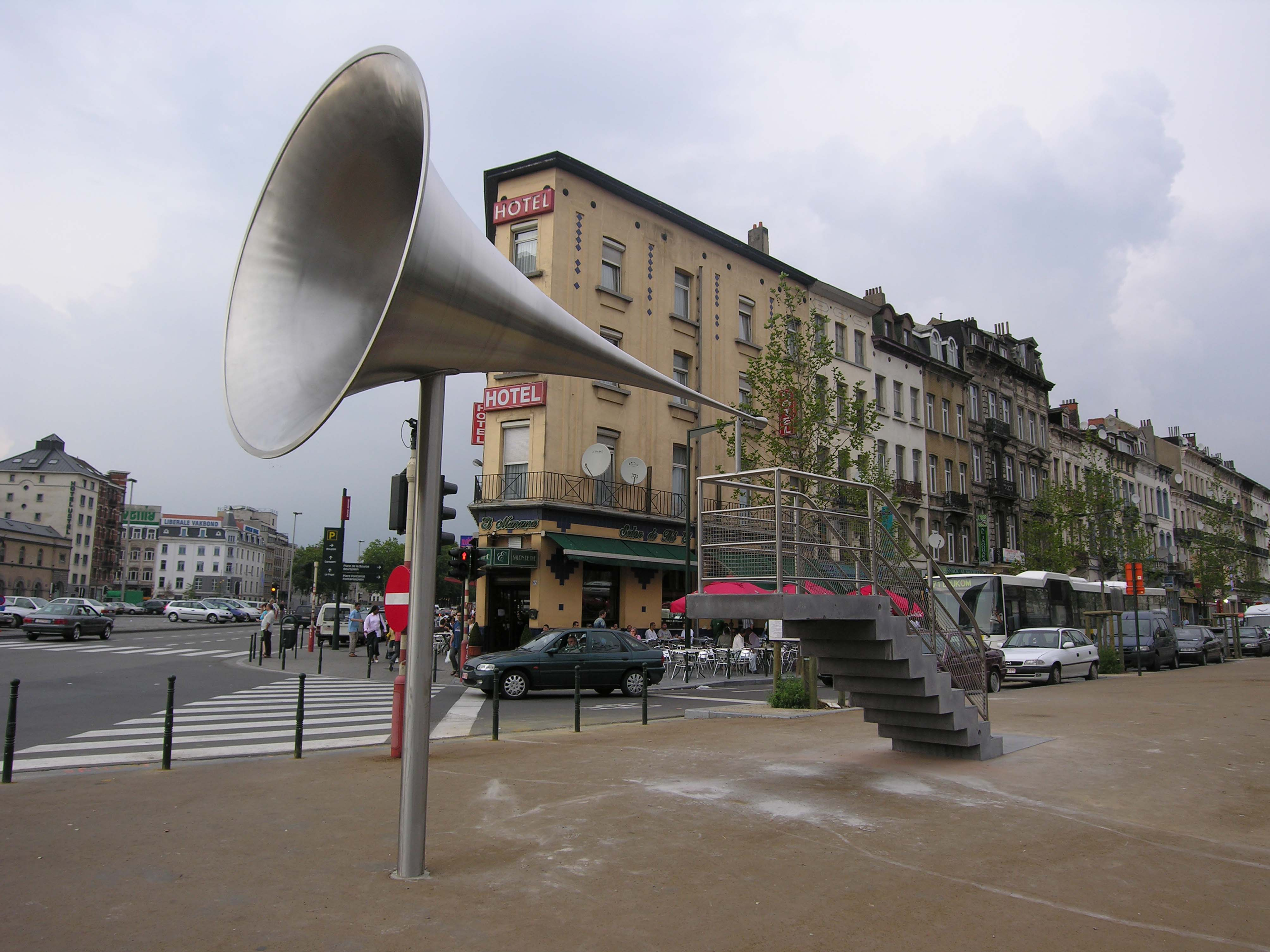
Instalación Pasionaria por Emilio López-Menchero, foto por Emilio López-Menchero (Bruselas, 2006)

Obras (semi-)permanentes de Emilio López-Menchero en el espacio público (selección):
- 2004, Borgerhout (Amberes): trabajo en el proyecto H20 Lab grupo Arquitecto BOB 361[3]
- 2006, Bruselas: "Pasionaria" (megáfono de metal a la altura de la Avenue de Stalingrad y la Estación de Bruselas Sur, con motivo de los 40 años de la inmigración marroquí).[4] El cuerno debe su nombre a la famosa activista española por los derechos de la mujer Dolores Ibárruri, llamada la Pasionaria y conocida por sus largos y apasionados discursos.
- 2007, Mariakerke (Gante): "Yellow Submarine" (una tabla de surf como lugar de encuentro para los jóvenes de la escuela primaria municipal "De Brug" (El Puente), como parte del proyecto "Blinde Muren" (Paredes ciegas))[5]
- 2008, Mol: "Zilvermeer" (en un nuevo edificio de los locales del Centro Público de Bienestar Social)[6]
- 2009, Cementerio de Ixelles: "MUR XL" (friso de placas esmaltadas con poemas traducidos por la poetisa belga-española Chantal Maillard a petición de la organización literaria Het Beschrijf)[7]
- 2010, frontera municipal de Bruselas y Molenbeek-Saint-Jean en la Puerta de Flandes y la Calle Antoine Dansaert: "Checkpoint Charlie" (réplica del epónimo Punto de control Charlie en Berlín)[8]
- 2012, Merelbeke: "Flowers" (integración de azulejos de vidrio transparente en nuvea plaza comunal, rodeada por la iglesia, el ayuntamiento y la biblioteca)[9]

## Artista y sociedad
Debido a su compromiso social, López-Menchero reflexiona sobre el papel del artista en la sociedad. Quiere desvelar los mitos y estereotipos. Para entender este problema desde el interior, se disfraza en personas conocidas como Frida Kahlo, Cindy Sherman, James Ensor, Honoré de Balzac y Marc Dutroux. En una entrevista el artista dice sobre esto: 

El papel del artista es trabajar con los límites. El artista está en algún lugar entre un payaso y un criminal que cruza los límites existentes.